# Montreuil-au-Houlme
Montreuil-au-Houlme är en kommun i departementet Orne i regionen Normandie i nordvästra Frankrike. Kommunen ligger i kantonen Briouze som tillhör arrondissementet Argentan. År 2022 hade Montreuil-au-Houlme 127 invånare.

## Befolkningsutveckling
Antalet invånare i kommunen Montreuil-au-Houlme
| Referens: INSEE |